# Lidia Lopujova
Lidia Vasílievna Lopujova, Baronesa Keynes de Tilton (San Petersburgo, 21 de octubre de 1892 — Sussex, 8 de junio de 1981), en ruso: Лидия Васильевна Лопухова, también conocida como Lopokova (Лопокова) fue una famosa bailarina de ballet rusa de principios del siglo XX.
Es conocida también como Lady Keynes, al haberse casado con el economista británico John Maynard Keynes.

## Biografía
Lidia Lopujova nació el 21 de octubre de 1892 en San Petersburgo, siendo su padre acomodador de teatro. Sus cuatro hijos se hicieron bailarines de ballet, y uno de ellos, Fiódor Lopujov, fue coreógrafo principal del Teatro Mariinski en los años 1922-35 y 1951-56. 
Lidia se formó en la Escuela del Ballet Imperial. Dejó Rusia en 1910, uniéndose a los Ballets Rusos de Serguéi Diáguilev por primera vez. Actuó con la compañía por poco tiempo y viajó a los Estados Unidos tras la temporada de verano, permaneciendo allí durante seis años. Volvió a unirse a Diáguilev en 1916, bailando con los Ballets Rusos y siendo de nuevo pareja de su antiguo compañero Vátslav Nizhinski, en Nueva York y luego en Londres. Atrajo la atención de los londinenses en The Good-humoured Ladies en 1918, y continuó con una estridente interpretación con Léonide Massine en el Cancán de La boutique fantasque. Tras el impacto de la llegada de los Ballets Rusos en España, está dedicada a ella la pantomima El sapo enamorado de Tomás Borrás, José Zamora (decorados) y Pablo Luna (música), representada en 1916 por la compañía de Gregorio Martínez Sierra.
Cuando su matrimonio con el mánager de negocios de las compañías, Randolfo Barrochi, se terminó en 1919, la bailarina desapareció repentinamente. Luego decidió volver a unirse a Diáguilev por segunda vez en 1921, cuando bailó el hada Lilac y la Princesa Aurora en La bella durmiente. Durante esos años se hizo amiga de Stravinski y de Picasso, que la dibujó varias veces. 

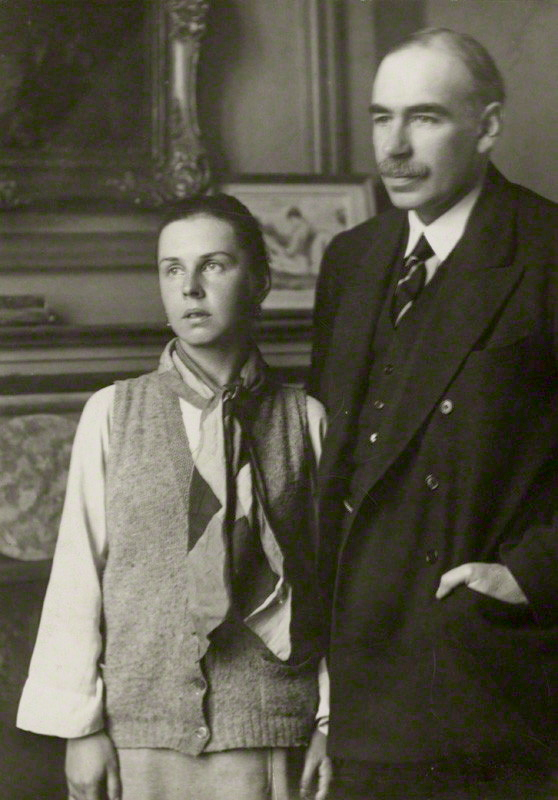
Lidia Lopujova y Keynes, años 1920

En Londres, conoció a su futuro esposo John Maynard Keynes. Se casaron en 1925, una vez obtenido el divorcio de Barrochi. Aunque Keynes estaba involucrado en el Círculo de Bloomsbury, muchos de los bloomsberries —como Virginia Woolf y Lytton Strachey— nunca llegaron realmente a aceptarla como parte del grupo, aunque sí fue amiga de T. S. Eliot. Lopujova es representada como Terpsícore, la musa de la danza, en El despertar de las musas, un mosaico en la Galería Nacional de Londres, realizado por Borís Anrep en 1933.
Además de estar involucrada en los días iniciales del ballet inglés, Lidia Lopujova apareció en escena en Londres y Cambridge desde 1928, y en transmisiones de la BBC. Vivió con Keynes en Londres, Cambridge y Sussex hasta la muerte de él en 1946, y continuó viviendo en los mismos lugares después, aunque desapareció en gran medida de la vida pública. Lidia Lopujova Keynes murió en 1981, a los ochenta y ocho años.
Su biografía, Lidia Lopujova, fue escrita por uno de los sobrinos de su esposo, Milo Keynes.